# Marie-Luise Heckmann
Marie-Luise Heckmann (geb. Laudage; * 10. Januar 1962 in Essen) ist eine deutsche Historikerin. Ihre Forschungsschwerpunkte sind Kirchen-, Militär- und Umweltgeschichte, Verfassungs- und Vorstellungsgeschichte und Stadt- und Landesgeschichtsschreibung. Sie ist zudem in der Handschriftenerschließung tätig.

## Wissenschaftliche Laufbahn
Als Stipendiatin des Cusanuswerks studierte sie Geschichte, Philosophie, Kunstgeschichte und Katholische Theologie in Paris und Münster, wo sie 1991 mit der von Peter Johanek betreuten Arbeit Caritas und Memoria mittelalterlicher Bischöfe promoviert wurde. Von 1991 bis 1997 war sie wissenschaftliche Mitarbeiterin an der Freien Universität Berlin. Nach einem Habilitationsabschluss-Stipendium (1997–1999) habilitierte sie sich 2001 an der Universität Hamburg, wo sie die Lehrbefugnis für Mittelalterliche Geschichte erwarb.
Heckmann lehrte zwischen 2001 und 2017 an acht verschiedenen Universitäten des In- und Auslands. 2001 hatte sie Lehrstuhlvertretung an der Universität des Saarlandes, 2003 eine Gastprofessur an der Nikolaus-Kopernikus-Universität Toruń, von 2004 bis 2005 eine Vertretung der Hochschuldozentur für Historische Hilfswissenschaften an der Ruhr-Universität Bochum, 2008/09 einen Lehrauftrag an der Universität Bremen, 2012 eine Lehrstuhlvertretung an der Universität Rostock, 2012–2014 mehrere Lehrstuhlvertretungen an der Universität Hamburg und 2016/17 einen Lehrauftrag an der Universität Würzburg, Forschungsstelle Deutscher Orden. Seit 2016 ist sie außerplanmäßige Professorin an der Universität Potsdam.
Heckmann ist römisch-katholisch, verheiratet und Mutter einer erwachsenen Tochter.

## Schriften (Auswahl)
Monographien
- Caritas und Memoria mittelalterlicher Bischöfe (= Münstersche Historische Forschungen. Band 3). Böhlau, Köln/Weimar/Wien 1993, ISBN 3-412-07192-7 (zugleich: Dissertation, Münster 1991).
- Stellvertreter, Mit- und Ersatzherrscher. Regenten, Generalstatthalter, Kurfürsten und Reichsvikare in Regnum und Imperium vom 13. bis zum frühen 15. Jahrhundert (= Studien zu den Luxemburgern und ihrer Zeit. Band 9). Fahlbusch, Warendorf 2002, ISBN 3-925522-21-2 (zugleich: Habilitationsschrift, Hamburg 2001).
- mit Daria Barow-Vassilevitch: Abendländische Handschriften des Mittelalters und der frühen Neuzeit in den Beständen der Russischen Staatsbibliothek (Moskau). Harrassowitz, Wiesbaden 2016, ISBN 978-3-447-10144-8.
- mit Daria Barow-Vassilevitch: Zapadnoevropejskie rukopisnye materialy Srednevekovʹja i rannego Novogo vremeni v fondach Rossijskoj gosudarstvennoj biblioteki (Moskva). Übersetzt von Daria Barow-Vassilevitch und Catherine Squires unter Mitarbeit von Irina Galynina. Harrassowitz, Wiesbaden 2017, ISBN 978-3-447-10839-3.

Herausgeberschaften
- mit Stuart Jenks und Jürgen Sarnowsky: Vera Lex Historiæ. Studien zu mittelalterlichen Quellen. Festschrift für Dietrich Kurze zu seinem 65. Geburtstag am 1. Januar 1993. Böhlau, Köln u. a. 1993, ISBN 3-412-10191-5.
- mit Stuart Jenks und Jürgen Sarnowsky: Dietrich Kurze: Klerus, Ketzer, Kriege und Prophetien. Gesammelte Aufsätze. Fahlbusch, Warendorf 1996, ISBN 3-925522-15-8.
- mit Stuart Jenks und Susanne Jenks: Kurze, Dietrich, Berlin-Brandenburgische Kirchengeschichte im Mittelalter. Neun ausgewählte Beiträge (= Bibliothek der Brandenburgischen und Preußischen Geschichte. Band 9). BWV, Berlin 2002, ISBN 3-8305-0343-1.
- mit Dieter Heckmann: Die „Chronik vom Bund und Vereinigung wider Gewalt und Unrecht“ des Hochmeisterkaplans Andreas Santberg zur Vorgeschichte des Dreizehnjährigen Krieges in Preußen (1450 bis 1454) (= Einzelschriften der Historischen Kommission für ost- und westpreußische Landesforschung. Band 27). Elwert, Marburg 2007, ISBN 3-7708-1312-X.
- als Herausgeberin mit Peter Thorau: Kriegführung und Kriegsdeutung im Mittelalter. Wechselwirkungen zwischen Okzident und Orient (= Militärgeschichtlichen Zeitschrift. Themenheft, Band 65/1). Oldenbourg, München 2006, OCLC 256970711.
- mit Jens Röhrkasten: Von Nowgorod bis London. Studien zu Handel, Wirtschaft und Gesellschaft im mittelalterlichen Europa. Festschrift für Stuart Jenks zum 60. Geburtstag (= Nova Mediaevalia. Band 4). V & R Unipress, Göttingen 2008, ISBN 3-89971-446-6.